# Abu-Yazid Màkhlad ibn Kaydad an-Nukkarí
Abu-Yazid Màkhlad ibn Kaydad an-Nukkarí (àrab: أبو يزيد مخلد كيداد النكاري, Abū Yazīd Maẖlad Kaydād an-Nukkārī) (883-947) fou un cap kharigita-ibadita, fill d'un amazic zanata de Takyus, a la regió de Qastíliya, i d'una esclava. Va estudiar el màdhhab ibadita i va esdevenir mestre a Tahart.
Quan va triomfar el califa fatimita Abu-Muhàmmad Ubayd-Al·lah al-Mahdí bi-L·lah (909–934), se'n va anar a Takyus i va iniciar la propaganda contra el nou règim; arrestat fou alliberat al cap de poc, però se'n va anar a les muntanyes del Aurès (Awras) amb els hawwara dels Banu Kamlan; les seves doctrines foren ben rebudes i l'imam ibadita nukkarita Abu Ammar al-A'ma li va conferir el comandament de la guerra. Abu-Yazid fou arrestat a Tuzar, però l'imam va fer una incursió i el va treure a la força de la presó. Després d'un any al districte de Sumata va passar a l'Aures altre cop, on el 943 va esclatar la revolta. Va conquerir Tébessa i Marmadjanna on va rebre el regal del seu ase favorit el que li va valer el malnom de Sahib al-himar (l'home de l'ase); després va entrar a Al-Urbus (Laribus) el 15 de dhu l-hidjda del 333 (25 d'agost del 943), Badja (13 de muharram del 333/10 de setembre del 944) i finalment Kairuan (23 safar del 333/20 de març del 944), on va fer executar al general fatimita Khalil ben Ishak i al cadi local.
Inicialment va gaudir de cert suport per l'oposició que hi havia contra els fatimites, però els abusos dels amazics aviat li van fer perdre. Va deixar al seu fill Fadl ben Abu Yazid a Kairuan i va marxar contra un exèrcit fatimita dirigit pel general Maysur al que va derrotar i matar (12 rabi I 333/7 de novembre del 944). Llavors es va dirigir a Mahdia (Mahdiyya) que va assaltar (3 djumada II 333/27 de desembre del 944) sense poder conquerir-la; en va establir el setge (gener a octubre del 945) i només fou aturat per les muralles de la ciutat. Va retornar llavors a Kairuan on va renunciar a tot luxe i va deixar el govern en mans de l'imam Abu Ammar al-A'ma.
Els amazics es van presentar altre cop a Kairuan per estar al seu costat. Al final del 945 forts combats es van produir a Tunis que va canviar de mans tres vegades; també hi va haver lluites a Badja (16 de novembre del 945). Ayyub, fill d'Abu Yazid, fou derrotat fou derrotat pel general Al-Hasan ben Ali, però després aquest fou derrotat i es va haver de retirar cap al país dels kutama on es va apoderar de Tidjis i Baghaya, que va fortificant. Aquestes posicions esdevingueren perilloses perquè agafaven a Abu Yazid pel darrere.
Abu Yazid va assetjar Sussa (19 de desembre del 945). Mentre durava el setge va morir (23 de maig del 946) el califa fatimita (Al-Kaim) i el seu successor Al-Mansur va enviar una força de cavalleria des de Mahdia que va derrotar els assetjants de Sussa (31 de maig del 946), que es van poder retirar en bon orde cap a Kairuan però en aquesta ciutat s'havia produït una revolta que havia expulsat a l'imam Abu Ammar al-A'ma, i va tancar les portes a Abu Yazid. Poc després Al-Mansur entrava a Kairuan (2 de juny del 946). Després de diversos atacs a la ciutat (juny-juliol-agost del 946), Abu Yazid va lliurar batalla davant la ciutat el 23 de muharran del 335 (19 d'agost del 946), amb resultat poc favorable, i es va retirar cap a l'oest. Al-Hasan ben Ali va atacar llavors les ciutats en mans dels seguidors d'Abu Yazid com Badja, i finalment va unir el seu exèrcit amb el del califa fatimita. Una flota omeia de Còrdova que anava cap a Ifríqiya, va retornar en saber la retirada d'Abu Yazid.
Abu Yazid fou perseguit per Al-Mansur. Aquest va sortir de Kairuan el 29 de novembre del 946 arribar a Baghaya, va passar per Sabiba i Marmadjanna i va seguir cap a Bilizma, Tubna i Biskra (7 de desembre del 946); allí va tirar enrere cap a Tubna i va derrotar Abu Yazid prop de Makkara (12 djumada I-Ula/14 de desembre del 946) i va entrar a Al-Masila. Abu Yazid es va refugiar cap al Djabal Salat. Mansur el va perseguir en debades, i després es va dirigir cap al país sinhadja a l'oest; llavors Abu Yazid va retornar i va assetjar Al-Masila. Mansur va tirar enrere i va tornar a entrar a la ciutat el 4 de febrer del 947. Llavors Abu Yazid es va retirar a les muntanyes Akar i Kiyana, El califa va sortir d'Al-Masila l'11 de març del 947 i el va derrotar el mateix mes i després l'abril. Abu Yazid es va fer fort a la fortalesa de Kiyana (la futura Kalat Banu Hammad) que Al-Mansur va assetjar l'1 de maig, i hi va entrar el 18 d'agost del 947. A la nit abans els darrers guerrer van treure a Abu Yazid i a l'imam Abu Ammar al-A'ma fora de la fortalesa, però el segon fou mort en la fugida i el primer va caure i fou fet presoner. Va morir l'endemà de les ferides. El seu cos fou empalat i exposat als insults del poble a Mahdia.
Fadl, fill d'Abu Yazid, va dirigir la resistència durant uns mesos a l'Aures i Gafsa fins que fou derrotat i mort el maig/juny del 948. Altres fills es van refugiar a la cort del califa omeia de Còrdova.